# Église Saint-Pierre-et-Saint-Paul de Thorigny-sur-Oreuse
Pour les articles homonymes, voir Église Saint-Pierre-et-Saint-Paul.
L'église Saint-Pierre-et-Saint-Paul de Thorigny-sur-Oreuse est une église située sur la commune de Thorigny-sur-Oreuse, dans le département de l'Yonne, en France. Elle est consacrée aux apôtres Pierre et Paul. Le culte dépend de l'archidiocèse de Sens-Auxerre.

## Localisation
L'église surplombe une source de l'Oreuse, alimentée par ailleurs à moins de dix mètres par une autre source qui fournit l'eau du lavoir (dit lavoir Saint-Pierre). L'ensemble des deux sources portaient sous l'ancien Régime le nom des "Fontaines". Le cimetière paroissial (fermé au milieu du XIXe) se situait à son levant, et a été reconverti en place du monument aux morts en 1919. Cette église a provoqué la formation d'un arc routier de forme parfaite au chemin arrivant de Granges-le-Bocage et gagnant Sens, et ce, dès le XVe siècle. Par contre, l'église est restée depuis l'époque médiévale en marge des autres noyaux d'habitats qui ont formé primitivement la ville. 

## Description
La nef offre la caractéristique étonnante de présenter une forte pente pour accéder aux marches du chœur, pouvant laisser supposer l'existence d'une crypte comblée anciennement. Elle est encadrée par deux bas-côtés. La chaire est surmontée d'une vouivre au départ d'un arc. 
Le bas-côté Nord débute par l'emplacement du clocher. Quatre figures grossières, qui semblent dater de la fin du XIIe siècle, marquent à grande hauteur le départ d'arcs. Vers l'autel latéral, les arrachements montrent d'élégantes sculptures du XIVe siècle.  L'autel, primitivement dédié à saint Nicolas, a été ensuite affecté à saint Jean-Baptiste, probablement pour remercier Jean-Baptiste Lambert, seigneur de Thorigny, de ses largesses pour la paroisse. Une grande copie d'un tableau d'Ingres représentant Jean-Baptiste surmonte l'autel de bois. Sous le clocher deux plaques tombales ont été centralisées : celle d'un clerc tabellion juré de la prévôté de Sens du XIVe siècle (ayant servi de pont sur un fossé agraire), et celle d'un seigneur des Hazards de la famille de Tremelet (début du XVIIe siècle). 
Le bas-côté Sud, lui-aussi de trois travées, est dédié à la Vierge. L'autel est dédié à Notre-Dame. Il est surmonté d'une niche abritant une grande Vierge à l'Enfant, qui bénéficiait d'un éclairage zénithal avant que découragée par les infiltrations d'eau continuelle, la municipalité des années 1980 obstrue le système d'éclairage. 
Le chœur a vu son autel orienté déplacé en son milieu par volonté d'appliquer les consignes françaises d'application de Vatican II. 
La sacristie, à laquelle on accède par la chapelle de la Vierge, dispose d'un étage. Les grès de ses murs ont été extraits de Saint-Martin-sur-Oreuse au XVIIe siècle. 
Ces trois ensembles disposent d'exceptionnelles clés de voûte qu'on peut précisément dater des années 1490. En effet, l'une d'entre elles montre un ange présentant un écu aux armes de Jean Thomas de Belleville et de Perrette de Villiers de l'Isle-Adam. Une autre montre une grosse tour peuplée de personnages polychromes. 
La famille Planelli de Mascrany de La Valette a offert un portail d'ordre toscan, riche en graffitis où les mentions du début du XVIIIe siècle se trouvent mêlées à celle de la faune du XXIe. 
L'église abrite d'intéressantes peintures (dont d'autres copies de tableaux d'Ingres) et des vitraux de la fin du XIXe siècle.

## Historique
L'édifice est inscrit au titre des monuments historiques en 2006. Cette inscription a été opérée d'office par la Direction régionale, malgré l'avis contraire du conseil municipal, dont deux maires forains de Thorigny ont déclaré à la presse vouloir la disparition de ce type de monuments, préférant entretenir d'autres monuments (stade notamment).  
L'édifice est actuellement fermé au culte, ce qui contribue à son inquiétant délabrement. Ce monument reste un des plus remarquables des communes rurales du Sénonais. 